# Heriaeus graminicola
Heriaeus graminicola är en spindelart som först beskrevs av Carl Ludwig Doleschall 1852.  Heriaeus graminicola ingår i släktet Heriaeus och familjen krabbspindlar. Inga underarter finns listade i Catalogue of Life.